# Дом Нирнзее
Дом Нирнзе́е (Тучере́з, Дом холостяко́в, Четвёртый дом Моссове́та) — многоквартирный жилой дом в Большом Гнездниковском переулке в Москве. Построен в 1912—1913 годах по проекту архитектора Эрнста-Рихарда Нирнзее. Автор венчающего дом керамического панно с лебедями — художник Александр Головин. Здание является объектом культурного наследия регионального значения.

## История

### Строительство
В начале XIX века на месте дома стояла дворянская усадьба с каменными и деревянными постройками. На протяжении столетия она оставалась жилой и несколько раз меняла хозяев. Семейство Кайсаровых, вступившее во владение в 1873 году, приспособило старые строения под меблированные комнаты для сдачи внаём. В начале XX века на участке размещалось пять соединённых между собой каменных корпусов разной этажности — от одного до трёх. В 1909-м участок приобрела А. И. Быстрова, которая сделала в комнатах небольшой ремонт и переоборудовала один из корпусов под прачечную. В 1912 году одно из старых зданий планировалось заменить новым, однако в ходе разборки оно рухнуло, придавив двух рабочих.
В мае того же года участок купил немецкий архитектор Эрнст-Рихард Нирнзее для строительства самого высокого на тот момент жилого здания Москвы. Он обратился с прошением в городскую управу: 

Прошу разрешить мне по сломке существующих строений <…> выстроить вновь каменное в 9 этажей жилое строение для маленьких квартир, с жилым полуподвалом, <…> с отдельной столовой над частью 9 этажа, центральным водяным отоплением, проездными воротами под сводом.
 Разрешение было получено, но комиссия по строительному надзору опасалась, что несущие конструкции не выдержат нагрузку, и предложила уменьшить дом на один этаж. Однако Нирнзее доказал устойчивость постройки и работы продолжились. Здание было построено в 1913 году и получило название «тучереза». В его фасаде встречаются черты разных архитектурных стилей — модерна, конструктивизма и неоклассицизма. Дом установлен буквой «П» с коридорной системой и четырьмя шахтами лифта. Ряды оконных проёмов поделены вертикальными красными линиями, верхний этаж украшен декоративным орнаментом: вазонами, гирляндами цветов. На фасаде расположены пять выступов — эркеров — для разнообразия плоскости строения. Его венчает фронтон с мозаичным панно, выполненным художником Александром Головиным. Большинство окон сохранили ажурные цветочные ящики из металла, спроектированные Нирнзее. По замыслу архитектора, в тёплое время года фасад должен был оживляться цветущими растениями.
В связи с тем, что дом находился в узком искривлённом переулке, в случае пожара к нему было бы трудно проехать спасательным машинам. Архитектор предпринял дополнительные меры противопожарной безопасности, расширив лестничные пролёты на всех этажах. Нирнзее возвёл не только превосходящее размерами все предыдущие постройки Москвы, но и качественно иное в функциональном отношении здание. В доме находились малогабаритные дешёвые квартиры без кухонь с высокими потолками. По его задумке, арендаторами должны были стать служащие, офисные работники или небольшие семьи. На каждом этаже дежурил половой, которому заказывали доставку блюд из ближайшего трактира или ресторана. До революции в доме проживало около 700 человек.

### Использование
В 1915 году на крыше Дома Нирнзее был оборудован кинопавильон для зимних съёмок товарищества «Киночайка», основанного В. Гардиным и В. Венгеровым.

В связи с началом Первой мировой войны в 1915 году Нирнзее продал дом банкиру Дмитрию Рубинштейну за 2,1 млн рублей. Во время боёв в октябре—ноябре 1917 года здание было одним из основных опорных пунктов белогвардейцев, в задачу которых входило удерживать позиции на Страстной площади. Комиссар московского градоначальства А. Н. Вознесенский писал: 
Дом Нирнзее был ключом в нашей позиции, так как достаточно было установить на его крыше пулемёты, чтобы поливать оттуда весь двор и все здания, лежащие внизу.
Дом Нирнзее был захвачен 28 октября, и вскоре юнкера, оборонявшиеся на Тверском бульваре, сдались. В июле 1918 года здание национализировали, после чего его прозвали Четвёртым домом Моссовета. Вместо выселенных жильцов в квартиры заехали партийные работники, сотрудники Коммунистического интернационала, служащие советских учреждений. Дом получил статус коммунного, председателем выборного правления назначили революционера Льва Каменева, в состав также вошли новые жильцы — Вадим Подбельский, Елена Константиновна Малиновская, Иван Лихачёв, Андрей Бубнов, Андрей Вышинский. При доме открыли ясли и детский сад, телефонизировали квартиры, на крыше организовали сквер и игровую площадку. В начале 1920-х годов в доме жили партийные деятели Пётр Баранов, Георгий Пятаков, Матвей Шкирятов, Сурен Акопян, Василий Михайлов, отец и брат Льва Троцкого, сотрудник газеты «Правда» Иван Филипченко. По воспоминаниям писателя Валентина Катаева, в эти годы дом Нирнзее служил вертикальной доминантой Тверского района и казался «чудом высотной архитектуры, чуть ли не настоящим американским небоскрёбом, с крыши которого открывалась панорама низкорослой старушки Москвы».
В годы Новой экономической политики на крыше дома находились кинотеатр, ресторан и висячий сад с гидроизоляцией из свинцовых пластин. Из воспоминаний жительницы дома:
У нас компания была, а двора не было. Зато была Крыша. Самая замечательная крыша на свете… На нашей крыше можно было играть в футбол, волейбол, городки, кататься на велосипеде. Здесь была библиотека, всевозможные кружки — от лепки до музыкального, свой театр. Мы мастерили сами куклы и показывали малышам кукольные представления.
Во время Великой Отечественной войны на крыше были установлены зенитные орудия, отражавшие налёты вражеских самолётов. В советское время в доме оборудовали общую кухню, просуществовавшую до середины 1980-х годов. Позднее небольшие кухни появились во всех квартирах.
В послевоенное время на территории дома работали три детсада, наиболее престижный из которых был открыт на девятом этаже по инициативе «старых большевиков» Климохиных. Писатель Андрей Синявский, водивший ребёнка в это учреждение, упоминает здание в повести «Гололедица», по сюжету с его верхнего этажа падает сосулька, которая оказывается смертельной для главной героини.
По состоянию на 2018 год в доме располагаются учебный театр ГИТИС, художественно-производственная студия, московское концертное объединение «Садко», редакция журнала «Вопросы литературы», фонд «Литературная критика» и другие организации.

## Культурная значимость
Помните,

дом Нирензее стоял,

Над лачугами крышицу взвеивая?

Так вот:

теперь

под гигантами грибочком

эта самая крыша

Нирензеевая.
В кинематографе
Дом имеет богатую кинематографическую историю, которая началась ещё в дореволюционные годы. С 1914 по 1918 год в квартире № 514 находилась редакция журнала «Сине-фоно». С 1918-го в нём жил кинооператор Пётр Васильевич Ермолов. Размещавшаяся здесь кинофирма «Товарищество В. Венгеров и В. Гардин» нередко использовала интерьеры дома в качестве декораций, а на крыше здания соорудила специальный зимний павильон. Режиссёр Владимир Гардин снял в нём фильм «Мысль» с Григорием Хмарой в главной роли. В том же помещении были созданы короткометражки по сценариям Аркадия Аверченко «Без пуговиц» и «Торговый дом по эксплуатации апельсиновых корок», в одной из которых снялся сам сатирик. Нередко киносцены снимались и на лестницах доходного дома.
В советское время на крыше дома был создан фильм Саввы Кулиша «Сказки… сказки… сказки старого Арбата», отдельные сцены «Курьера» Карена Шахназарова и «Служебного романа» Эльдара Рязанова, финал «Место встречи изменить нельзя» Станислава Говорухина. 
В 2000 году режиссёр Андрей Райкин снял посвящённый постройке многосерийный документальный фильм «Дом Нирнзее».
В театре
В 1915 году в полуподвале дома открылся театр-кабаре «Летучая мышь» Никиты Балиева, существовавший до 1922 года. Помещение, вмещавшее до 350 человек, расписал художник Сергей Судейкин, по его эскизам сделали и занавес. С октября 1924 года в подвале начинал свою работу Московский театр сатиры. Зал расширили и его вместимость увеличилась до 500 человек. Первым спектаклем стала постановка «Москва с точки зрения» Виктора Типота и Николая Эрдмана. Художники Николай Михайлович Кашинцев и Константин Елисеев изготовили для него декорации и афишу. 

В 1931 году в доме заработала театральная студия «Индо-ромэн» при Главискусстве.
В литературе
В разные годы в доме находились редакции журналов «Литературная учёба», «Советский писатель», «Вопросы литературы» и московская контора берлинской газеты «Накануне». 
Именно здесь в 1929 году Михаил Булгаков встретил Елену Шиловскую, ставшую его женой и прообразом Маргариты в романе писателя. 
Дом также связан с именами литературных деятелей: Константина Паустовского, Велимира Хлебникова, Владимира Маяковского и других.
27 июля 2023 года в доме открылся Центр поэзии Константина Кедрова, зарегистрированный Министерством юстиции РФ. Центр представляет из себя музей-квартиру Константина Кедрова.